# Arnis Vilks
Arnis Augusts Vilks (* 1956 in Buxtehude) ist ein deutscher Wirtschaftswissenschaftler und Philosoph lettischer Abstammung.

## Leben
Er studierte an der Universität Hamburg Volkswirtschaftslehre, Philosophie, Mathematik, und Politikwissenschaft, und promovierte 1983 bei Harald Scherf. Die Habilitation für Volkswirtschaftslehre folgte 1990. Nach einem Forschungsaufenthalt an der Universität Cambridge als Visiting Fellow of Clare Hall und einer Professur an der EuroFaculty an der Universität Lettlands in Riga wurde er 1995 als einer der ersten Professoren an die 1992 neu gegründete Handelshochschule Leipzig (HHL) berufen, wo er den Lehrstuhl für Mikroökonomie bekleidet. Von 2000 bis 2005 und nochmals interimsweise von 2010 bis 2011 war Vilks Rektor der HHL.
Während seine frühe Forschung vor allem den logischen und philosophischen Grundlagen der Wirtschaftstheorie galt, und Themen wie Aggregation, Axiomatik, Gleichgewicht, und formal-logische Behandlung von Glauben und Wissen in der Spieltheorie umfasste, wandte sich Vilks nach seiner Rektoratszeit dem Projekt einer kritischen Gesamtschau der westlichen Weltanschauung zu, das in seinen 2013 erschienenen „Meditationen über Gott und die Welt und das Geld“ resultierte.
Von 2013 bis 2014 war er als Tandem Dean des College of Business and Economics an der Mekelle University in Mek’ele, Äthiopien, tätig.

## Veröffentlichungen

### Bücher
- Aggregation und Kausalität im Modell des allgemeinen Konkurrenzgleichgewichts. Vandenhoeck & Ruprecht, Göttingen 1984, ISBN 3-525-11287-4.
- Neoklassik, Gleichgewicht und Realität. Eine Untersuchung über die Grundlagen der Wirtschaftstheorie. Physica, Heidelberg 1991, ISBN 3-7908-0569-6.
- Meditationen über Gott und die Welt und das Geld. Versuch einer besseren Weltanschauung. Selbstpublikation. Engelsdorfer Verlag, Leipzig 2013, ISBN 978-3-95488-447-6.

### Aufsätze (Auswahl)
- Zur Klein-Nataf Aggregation bei limitationalen Produktionsfunktionen. In: Methods of Operations Research. 48 (1984), S. 285–293.
- Approximate Aggregation of Excess Demand Functions. In: Journal of Economic Theory 45 (1988), S. 417–424.
- Erwartungsbildung und die Dynamik der Beschäftigungsentwicklung. In: H. Scherf (Hrsg.): Beschäftigungsprobleme hochentwickelter Volkswirtschaften. (Schriften des Vereins für Socialpolitik, Neue Folge Band 178). 1989, S. 119–129.
- A Set of Axioms for Neoclassical Economics and the Methodological Status of the Equilibrium Concept. In: Economics and Philosophy. 8 (1992), S. 51–82.
- „Empirischer Gehalt“ und formale Wirtschaftstheorie. In: Zeitschrift für Wirtschafts und Sozialwissenschaften. 112 (1992), S. 587–606.
- On Bonanno's Logic of Rational Play. In: Economics and Philosophy. 10 (1994), S. 107–113.
- On Mathematics and Mathematical Economics. In: Greek Economic Review. 17 (1995), S. 177–204.
- Analyzing Games by Sequences of Meta-Theories. In: M. Bacharach, L.A. Gerard-Varet, P. Mongin, H. Shin (Hrsg.): Epistemic Logic and the Theory of Games and Decisions. Dordrecht 1997, S. 265–292.
- On the Relation between Ordinary Language and Formal Theory in Economics. In: R. Rossini, G. Sandri, R. Scazzieri (Hrsg.): Incommensurability and Translation. Aldershot 1999, S. 157–171.
- Axiomatization. In: J.B. Davis, D.W. Hands, U. Mäki (Hrsg.): The Handbook of Economic Methodology. Aldershot 1998, S. 28–32.
- A Logic for Changing Beliefs with Applications to Reasoning about Choice and Games. (PDF; 89 kB) In: H. De Swart (Hrsg.): Logic, Game theory and Social Choice. Tilburg 1999, S. 68–76.
- (With Thorsten Clausing:) Backwards Induction in General Belief Structures with and without Strategies. In: G. Bonanno, E. Colombatto, W. Van der Hoek (Hrsg.): Proceedings of the 4th Conference on Logic and the Foundations of Game and Decision Theory. Torino 2000, S. 1–24.
- (With Peter Kesting:) Formalism. In: J. B. Davis, A. Marciano, J. Runde (Hrsg.): The Elgar Companion to Economics and Philosophy. Cheltenham (UK) 2004, S. 283–298.
- Logic, Game Theory, and the Real world. (PDF; 97 kB) HHL Working Paper No. 73, 2006.
- Sustaining the World – Against Religious Maniacs and a Selfish Superpower? (PDF; 154 kB) In: R. Attwater, J. Merson (Hrsg.): Sustaining our Social and Natural Capital, Proceedings of the 12th Annual ANZSYS Conference. Mansfield 2006, S. 309–314.
- Axiomatization, Immunization, and Convention in Economics. Conference Proceedings ECHE – European Conference on the History of Economics. Siena, 4–6 October 2007.
- mit Martin Kelly: Global Economic Difficulties. In: The International Journal of Interdisciplinary Social Sciences. (2009), S. 231–244.
- Leadership and Meditation. (Memento vom 9. November 2013 im Internet Archive) (MS Word; 186 kB) In: A. Gupta (Hrsg.): Proceedings of the Cambridge Business and Economics Conference. 2011, Cambridge University, Murray Edwards College, Cambridge.
- mit Martin Kelly: Philosophical Lessons from the Financial Crisis. Editorial. Philosophy of Management (2012)
- C.G. Hempel: Aspects of Scientific Explanation and Other Essays. In: Michael Quante (Hrsg.): Kleines Werklexikon der Philosophie (= Kröners Taschenausgabe. Band 402). Kröner, Stuttgart 2012, ISBN 978-3-520-40201-1.
- The Inverse Invisible Hand and Heuristics in Managerial Decision-Making. In: Philosophy of Management (2018), S. 137–147.